# Midlum (Wurster Nordseeküste)
Midlum (Platduits: Millm) was een gemeente in de Duitse deelstaat Nedersaksen. De gemeente was tot 1 januari 2015 onderdeel van de samtgemeinde Land Wursten in het Landkreis Cuxhaven. Sindsdien maakt het deel uit van de eenheidsgemeente Wurster Nordseeküste.
Midlum ligt direct ten westen van de A27, tussen Bremerhaven en Cuxhaven. Ten zuiden van Midlum ligt Holßel, een dorp in de gemeente Geestland.
Van 1219 tot 1282 stond er een belangrijk klooster in Midlum. Omstreeks 1200 werd ook de Sint-Pancratiuskerk in het dorp gebouwd, in romaanse stijl.
De dorpsmolen, een achtkante bovenkruier, dateert oorspronkelijk uit 1857. De molen werd in 2010 gerestaureerd en is nog maalvaardig. Het is een populaire trouwlocatie.

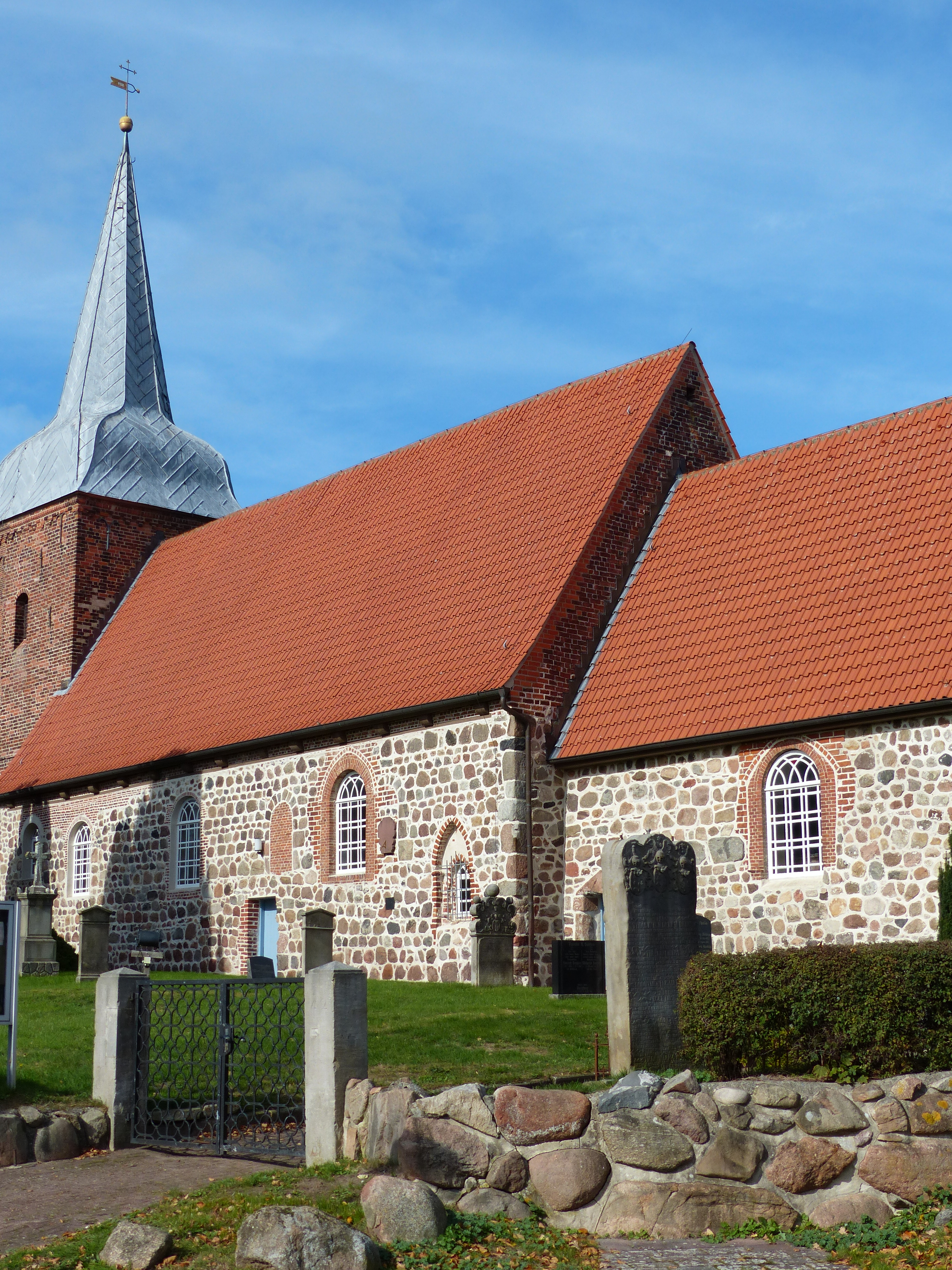
St. Pancratiuskerk te Midlum
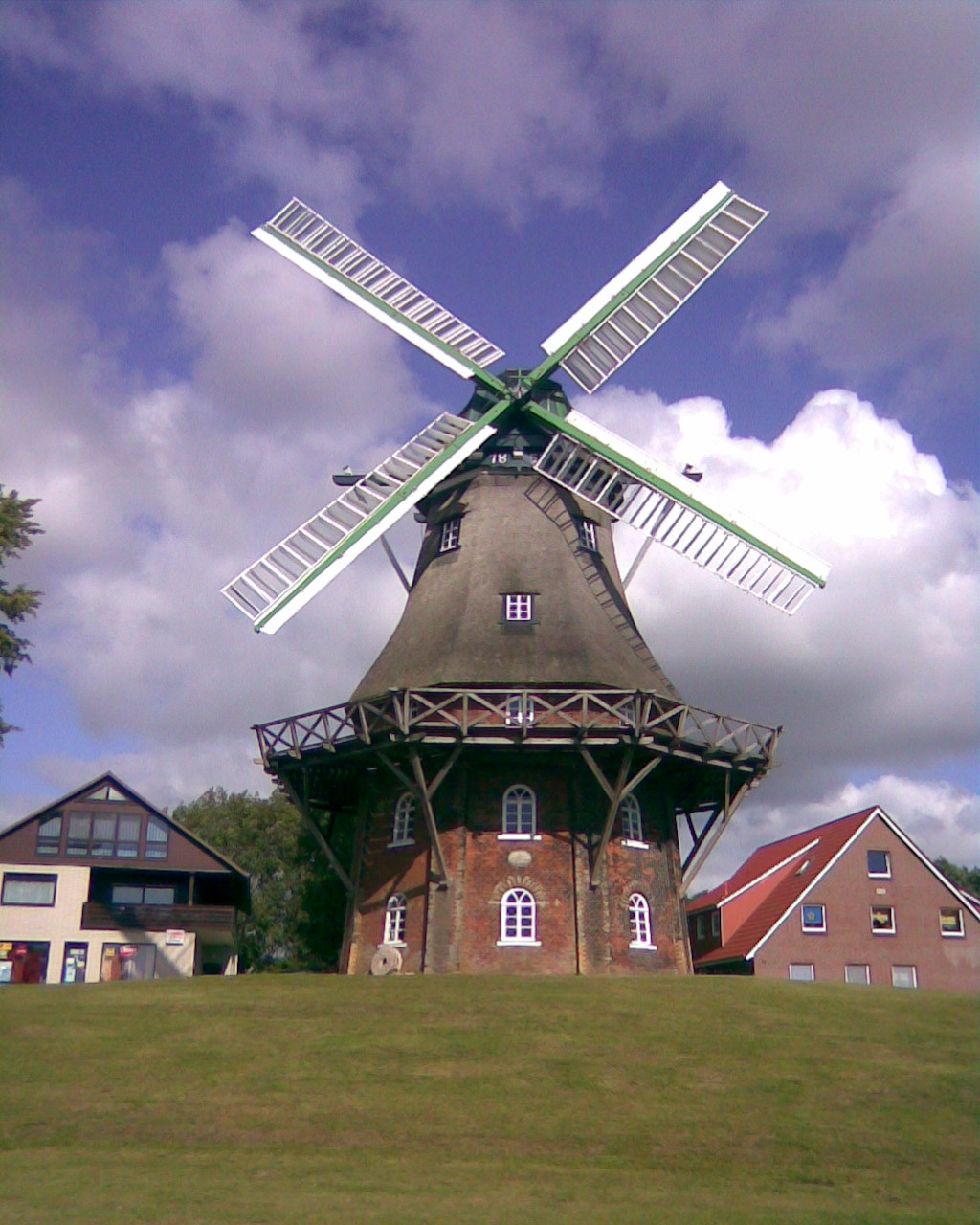
Dorpsmolen

Zie voor meer informatie, ook over de uit het Neolithicum daterende hunebedden tussen Midlum en Wanhöden, onder Wurster Nordseeküste.
- Gemeinsame Normdatei: 7501339-3
- Library of Congress Control Number: no99053497
- Virtual International Authority File: 158596824